# Nossa Senhora da Conceição (nau de 1701)
A Nossa Senhora da Conceição foi uma nau de linha de 80 peças da Marinha Portuguesa, lançada ao mar em Lisboa em 1701.

## História
A nau foi construída na Ribeira das Naus em Lisboa e lançada ao mar em 1701. Estava armada com 80 peças de artilharia. O seu elevado poder bélico permitiu-lhe uma destacada ação no combate à pirataria.
Em 1716 a Nossa Senhora da Conceição foi escolhida para ser a capitânia da esquadra comandada pelo Conde do Rio Grande, enviada por D. João V para o Mar Mediterrâneo. A esquadra foi enviada, a pedido do Papa Clemente IX para ajudar a combater as forças navais turcas que cercavam Corfu. Não chegou, no entanto, a entrar em combate pois as forças turcas se retiraram antes da sua chegada.
Perante o recredescer da ameaça naval turca aos estados cristãos do Mediterrâneo, em 1717, Portugal envia uma nova esquadra, composta por sete naus, dois brulotes e dois navios de apoio. A esquadra é, novamente, comandada pelo conde do Rio Grande, tendo como sua capitânia a nau Nossa Senhora da Conceição.

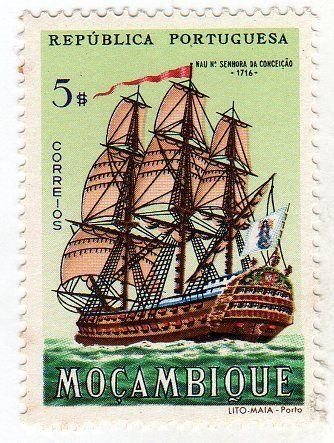
Selo postal do Correio Português representando a Nau Nossa Senhora da Conceição.

A 9 de Junho de 1717, a esquadra portuguesa reúne-se, em Corfu, com as restantes forças navais cristãs, comandandas pelo general Belfontaine, nomeado pelo Papa, e composta por navios dos Estados Papais, de Veneza, de Florença, da Toscana e de Malta. Belfontaine ordena ao conde do Rio Grande que arreasse a bandeira de Portugal e içasse a do Papa, ordem recusada pelo comandante português que informou que só combateria sob a bandeira do Rei de Portugal.
As forças cristãs encontraram-se com a armada turca, a 19 de Junho, dando inicio à Batalha do Cabo Matapão. No entanto o general Blefontaine ordena a retirada das suas forças. Novamente, o conde de Rio Grande não obedeceu à ordem, decidindo que a esquadra portuguesa iria enfrentar os turcos sozinha. A esquadra portuguesa fez então retirar o inimigo.
Sua última menção é em 1724.

## Características

### Gerais
As suas principais características eram:
- Comprimento: 67 metros
- Boca: 16,5 metros
- Pontal: 12 metros
- Tripulação: 700 homens (em 1716)